# Helfaut
Helfaut (Nederlands: Helveld) is een gemeente in het Franse departement Pas-de-Calais (regio Hauts-de-France). De gemeente maakt deel uit van het arrondissement Sint-Omaars. Helfaut telde op 1 januari 2022 1.728 inwoners.

## Naam
De plaatsnaam heeft een Oudnederlandse herkomst. De oudste vermelding is uit het jaar 1124 als Helefelt. Het betreft een  samenstelling tussen de woorden hel (glooiend, hellend) en veld. De betekenis van de plaatsnaam is dus glooiend, hellend veld (vergelijk helling).
De spelling van de naam van het dorp heeft door de eeuwen heen gevarieerd. Chronologisch heette het achtereenvolgens: Prominens villa quæ Locus Ecclesiæ vocatur (IX eeuw) ; Helefelt (1139) ; Helefaut (1197) ; Hellefaut (1231) ; Helephaut (1254) ; Hélifaut (1304) ; Ecvelt (1336) ; Helechvelt, Hellefaut (XIV eeuw) ; Hellecwelt (1512) ; Hellefaut-au-Bois (1565) ; Helfaut (1582) ; Helechbelt (1748). Hierna kreeg en behield het zijn huidige naam en spellingswijze.
De naam van de plaats luidt in het Frans-Vlaams: Helveld.

## Geschiedenis
Op het eind van het ancien régime werd Helfaut een gemeente. In 1819 werd buurgemeente Bilques (193 inwoners in 1806) aangehecht bij Helfaut (406 inwoners in 1806).
Tijdens de Tweede Wereldoorlog trokken de Duitsers hier La Coupole op, een ondergrondse lanceerbasis voor V2-raketten.

## Geografie
De oppervlakte van Helfaut bedroeg op 1 januari 2022 8,92 vierkante kilometer; de bevolkingsdichtheid was toen 193,7 inwoners per km². Naast Helfaut zelf ligt in het oosten van de gemeente nog het dorp Bilques.

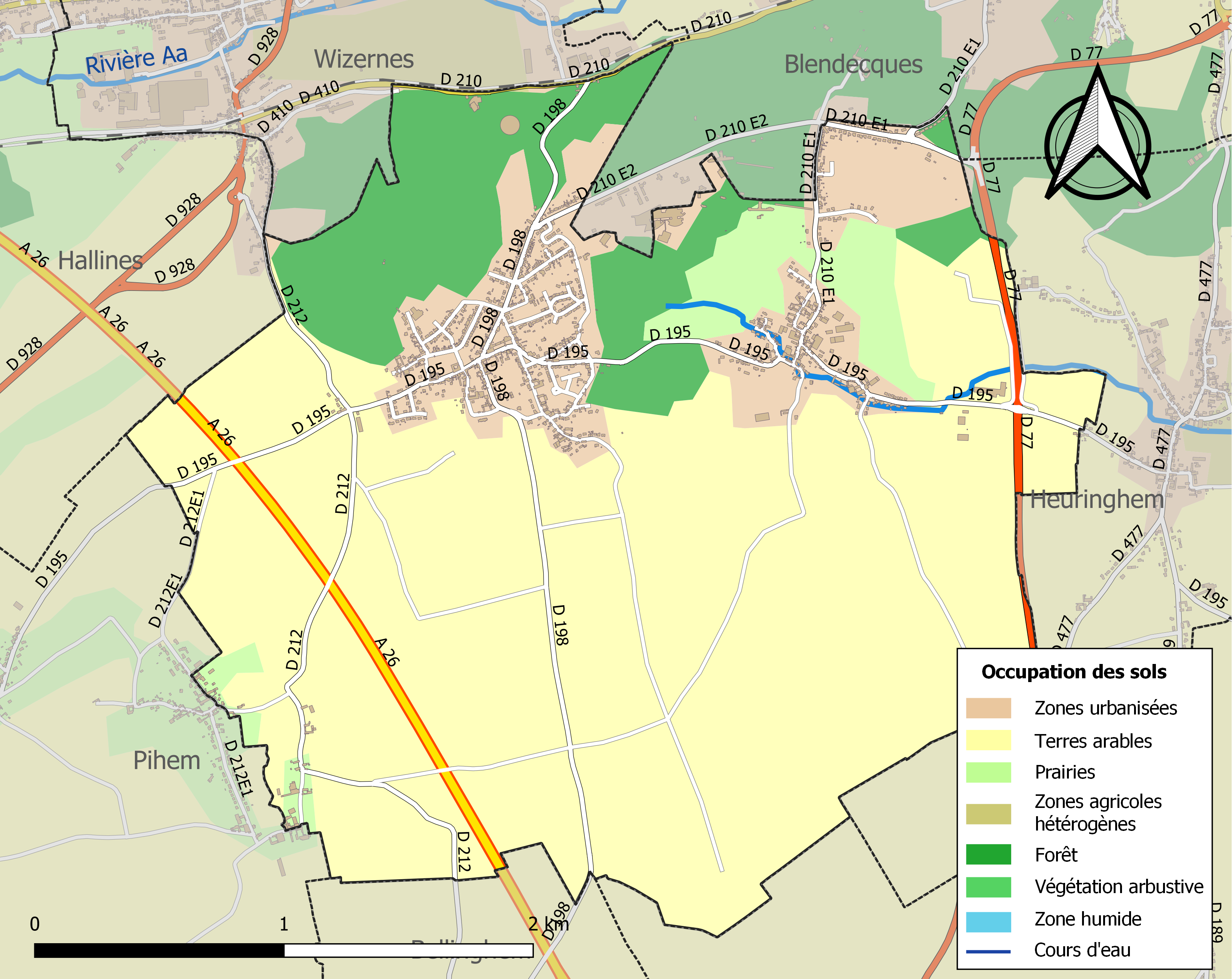
Kaart van de gemeente met belangrijkste infrastructuur, bodemgebruik en omliggende gemeenten

## Bezienswaardigheden

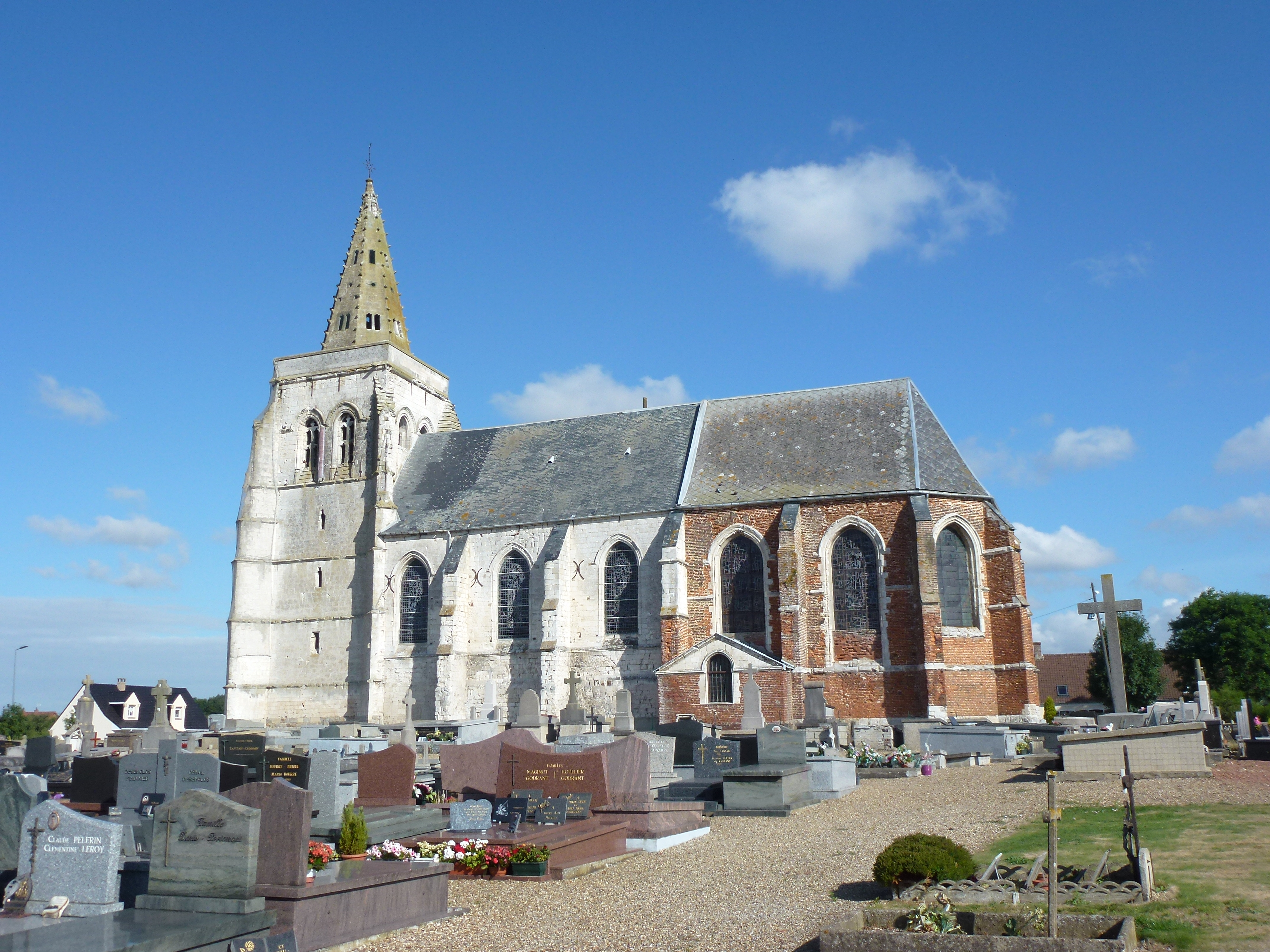
Église Saints-Fuscien-et-Victoric

- De Église Saints-Fuscien-et-Victoric
- La Coupole is een onderaardse bunker die door het Duitse leger werd gebouwd tijdens de Tweede Wereldoorlog als lanceerbasis voor V2-raketten.[6]
- De Colonne d'Helfaut, een gedenkzuil uit 1842 ter ere van Ferdinand Filips van Orléans, die in Helfaut de 10 bataljons "chasseurs à pied" (de latere "chasseurs alpins") had opgericht. De obelisk werd in 1985 ingeschreven als monument historique.
- Op het kerkhof van Helfaut bevinden zich 10 Britse oorlogsgraven uit de Tweede Wereldoorlog

## Demografie
Onderstaande figuur toont het verloop van het inwonertal (bron: INSEE-tellingen).

## Diensten
Op de grens met buurgemeente Blendecques bevindt zich de campus van het Centre Hospitalier de la Région de Saint-Omer, het ziekenhuis van Sint-Omaars.

## Verkeer en vervoer
Door het westen van de gemeente loopt de autosnelweg A26/E15, die weliswaar geen op- en afrit heeft in Helfaut.